# Daphnis vriesi
Daphnis vriesi là một loài bướm đêm thuộc họ Sphingidae. Loài này có ở Philippines.
Chiều dài cánh trước khoảng 35–38 mm đối với con đực và 38–42 mm đối với con cái. Phía trên cánh trước giống Daphnis hayesi, nhưng màu nền nâu.